# Johann Julius Heinsius
Ne doit pas être confondu avec Johann Ernst Heinsius.
Johann Julius Heintze dit « Heinsius », également appelé « Jean Jules », né le 7 février 1740 à Hildburghausen et mort le 19 mai 1812 à Orléans, est un peintre allemand actif en France à la fin du XVIIIe siècle. 

## Biographie
Fils cadet de Johann Christian Heintz (v. 1706-1756), qui avait abandonné son métier d’armurier pour devenir peintre, actif à la cour de Rudolstädt, Heinsius a été actif, à partir de 1752 aux Pays-Bas, à La Haye et à Utrecht. À partir de 1779, il a fait carrière à la cour de France et exposé régulièrement dans les salons de peinture et de sculpture.
À la Révolution française, après la décapitation de Louis XVI et de Marie-Antoinette, auxquels il était relié, il est invité à quitter Paris pour Orléans, d’où il exécutera néanmoins, par la suite, sous Napoléon, les commandes à Paris.
Il était le frère cadet de Johann Ernst Heinsius, également peintre, avec qui il est souvent confondu,. Cette étroite relation a souvent créé la confusion chez les historiens de l’art qui ont procédé à l’attribution incorrecte de leurs œuvres respectives, notamment chez Charles Oulmont et sa biographie publié en 1913, bien qu’Hedwig Dauch-Schröder ait fourni le cursus de chaque frère dans sa thèse de doctorat de 1937, publiée en 1940.

## Œuvres
Tableaux conservés dans les musées
- Agen : Sans titre, (Portrait de femme), musée des Beaux-Arts, non daté.

- Châlons-en-Champagne : Satyre et Nymphe devant une Bacchanale et Satyre et Nymphe devant le trimphe de Silène, musée Garinet.

- Chartres, musée des Beaux-Arts : Portrait de femme (Portrait d'une dame en robe verte. Mme Piogey ?, huile sur toile 64 × 55 cm, dépôt du musée du Louvre (inv. MNR 189 ; D. 61.1.1)[7].

- Paris
  - Musée du Louvre
    - Antoine Huard à l’âge de 30 ans ;
    - Portrait de femme coiffée d’un bonnet, miniature sur ivoire ;
    - Portrait d’homme, miniature sur ivoire.

  - Musée de l’Armée : François de Bérenger, commissaire général des fontes de l’artillerie à Douai, 1773.

- Rouen : Jean-Baptiste Laumonier, musée Flaubert et d'histoire de la médecine.

- Versailles : châteaux de Versailles et de Trianon
  - Jeanne Philippon, Madame Roland ;
  - Marie-Adélaïde de France (1732-1800), dite « Madame Adelaïde », fille de Louis XV, 1785 ;
  - Marie-Louise-Thérèse-Victoire de France, dite « Madame Victoire », fille de Louis XV, 1786.

Œuvres passées en vente publique
- Portrait du Général Delaroche, huile sur toile, 117 × 89 cm, datée de 1806, vente à Paris, Piasa, le 26 octobre 2007.Vraisemblablement identifiable avec le général Jean-Baptiste Grégoire Delaroche.
- Portrait de Madame Delaroche, huile sur toile, 117 × 89 cm, datée de 1806, vente à Paris, Piasa, le 26 octobre 2007.

Œuvres de Johann Julius Heinsius
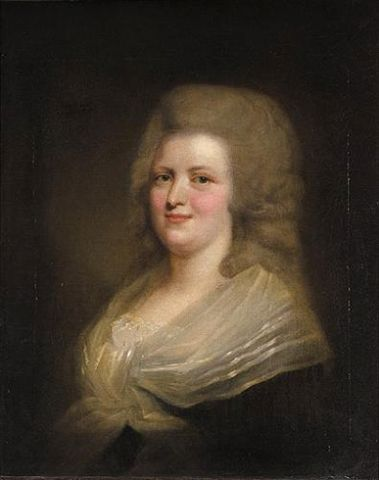
Portrait de Clotilde de France, huile sur toile, v. 1780.
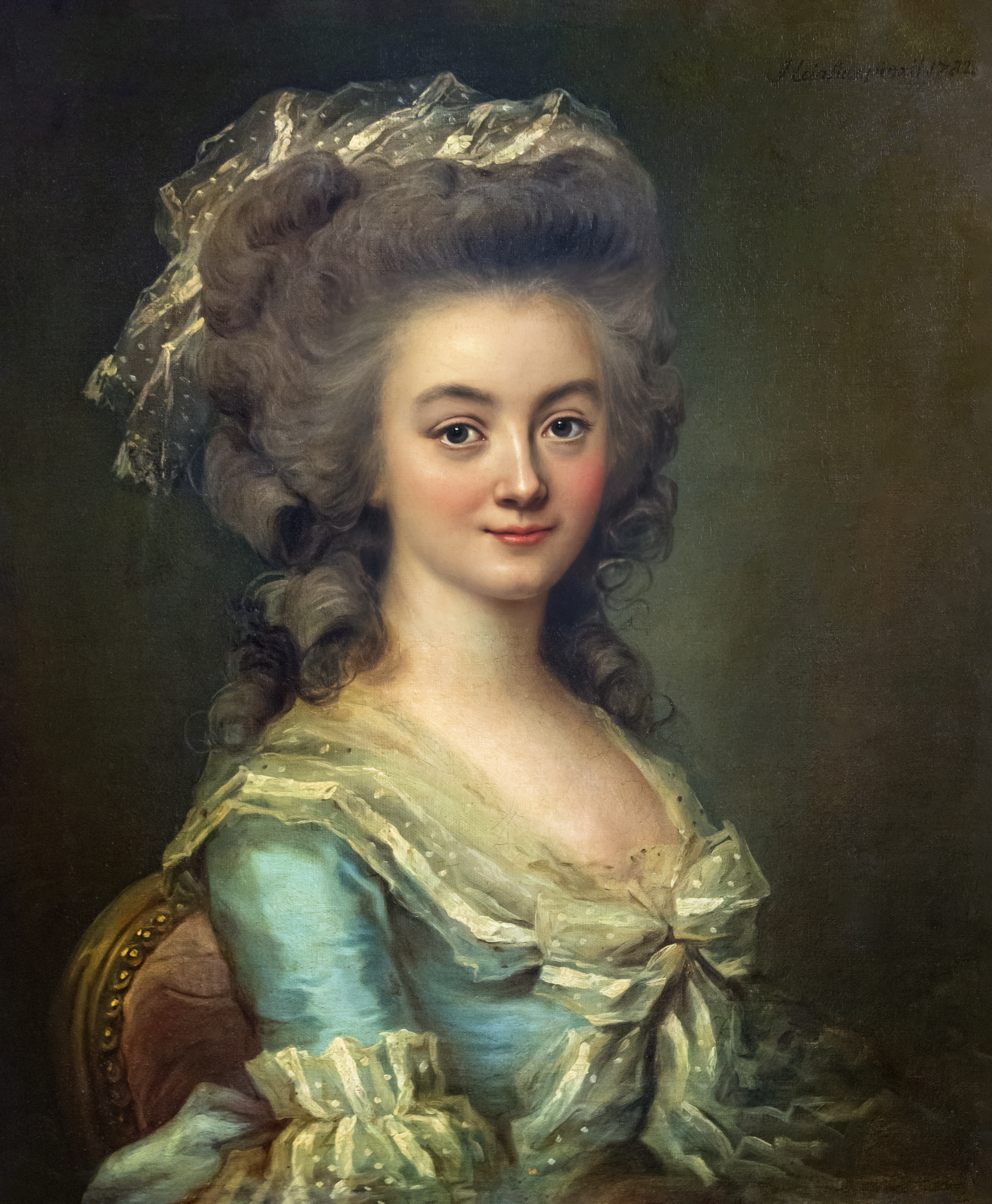
Portrait de femme 1782 - Musée des Beaux-Arts d'Agen
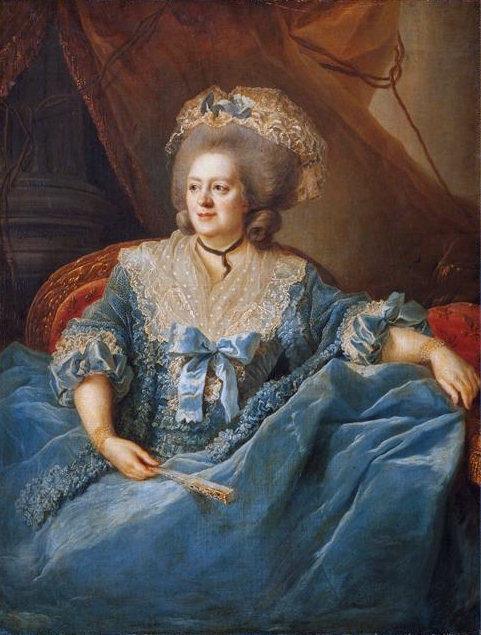
Portrait de Madame Victoire, huile sur toile, 1786
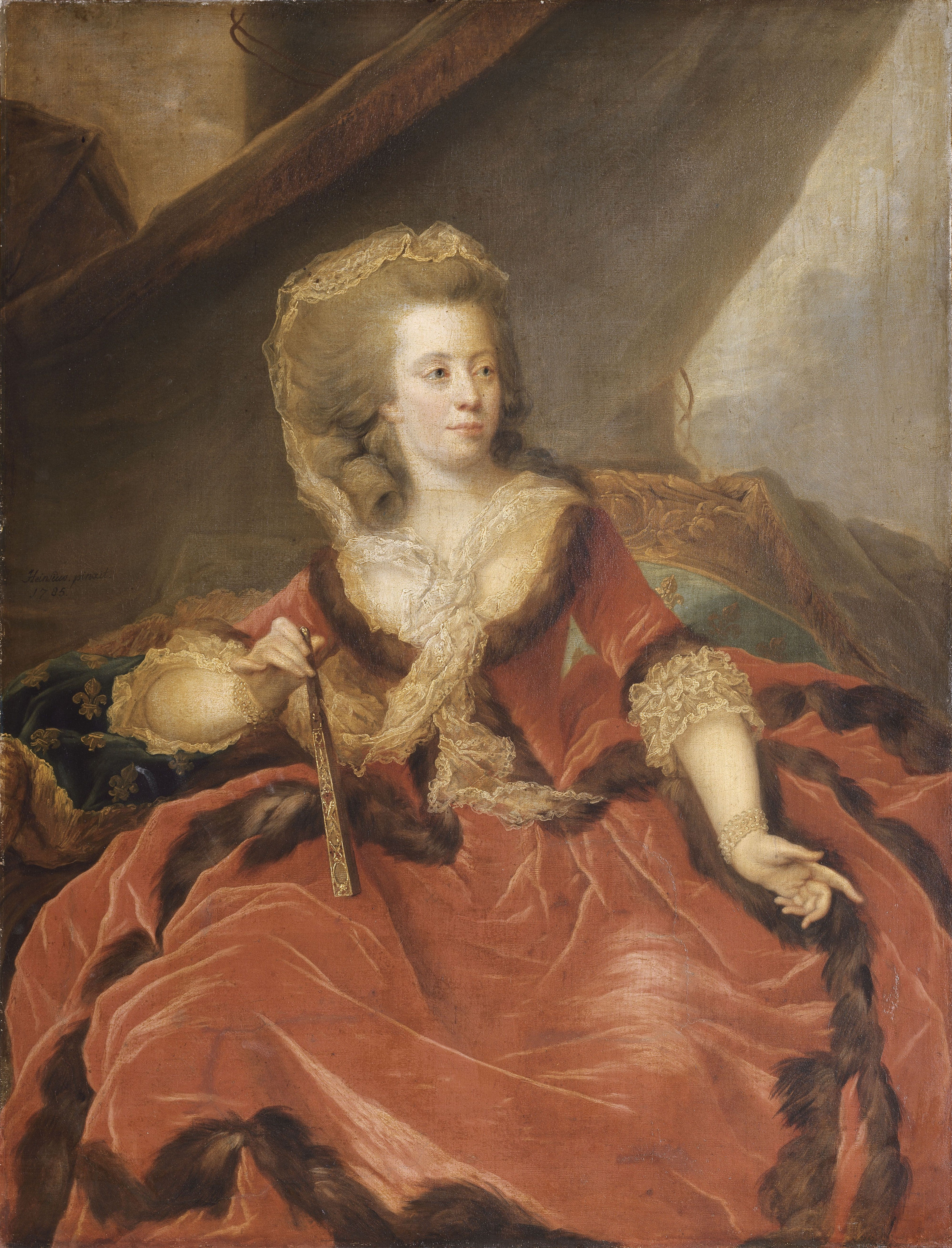
Portrait de Madame Adélaïde, huile sur toile, 1786.
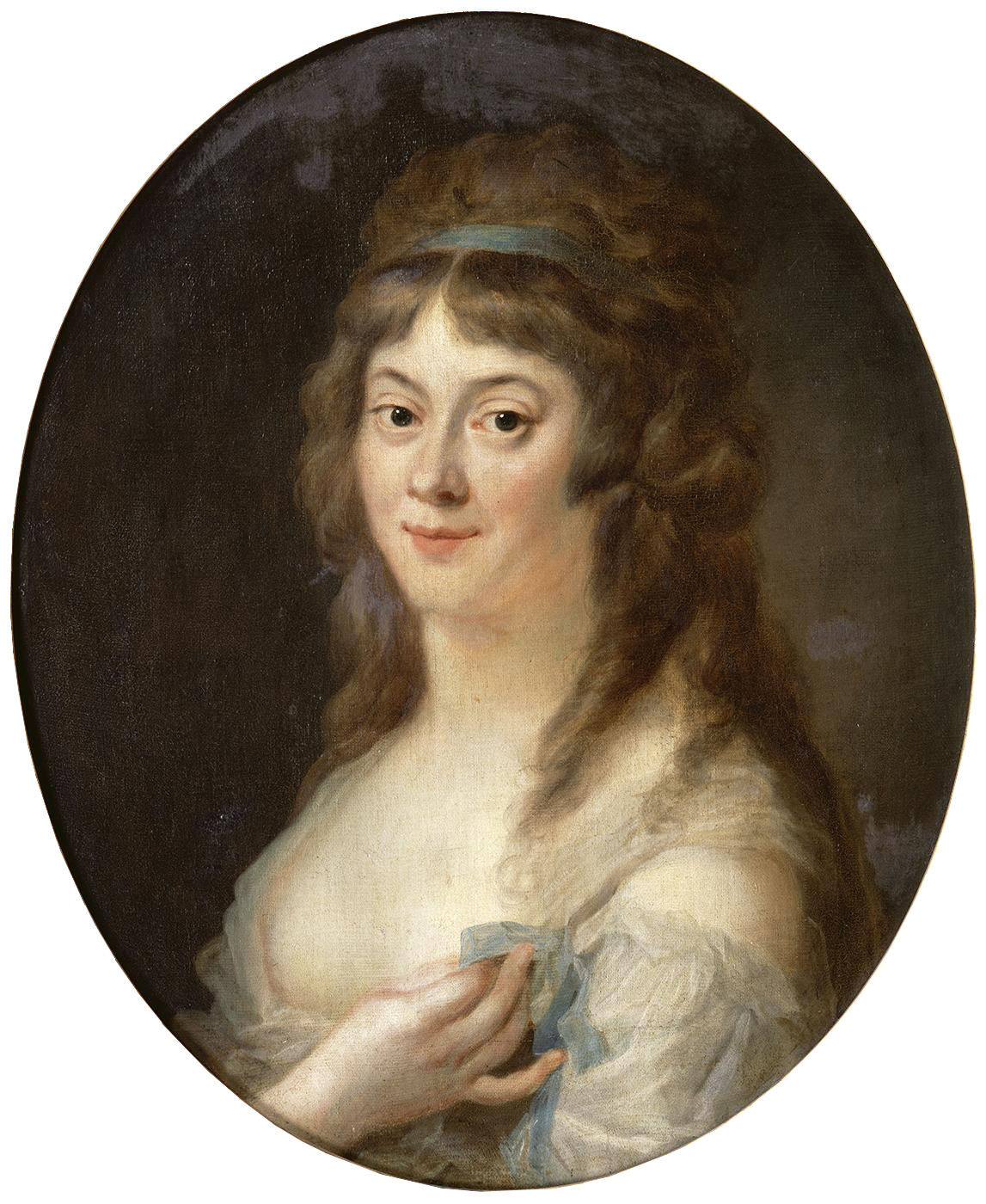
Portrait de Manon Roland, huile sur toile, 1792.
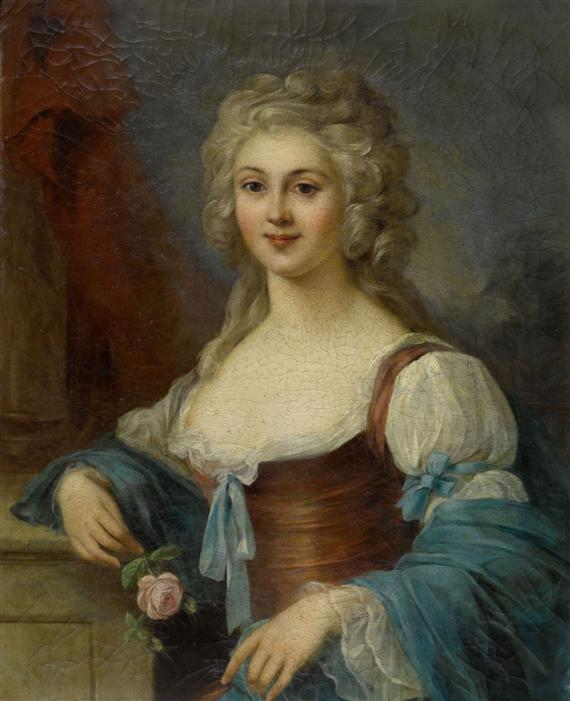
Portrait de la comtesse de Bernicourt, huile sur toile, v. 1780.
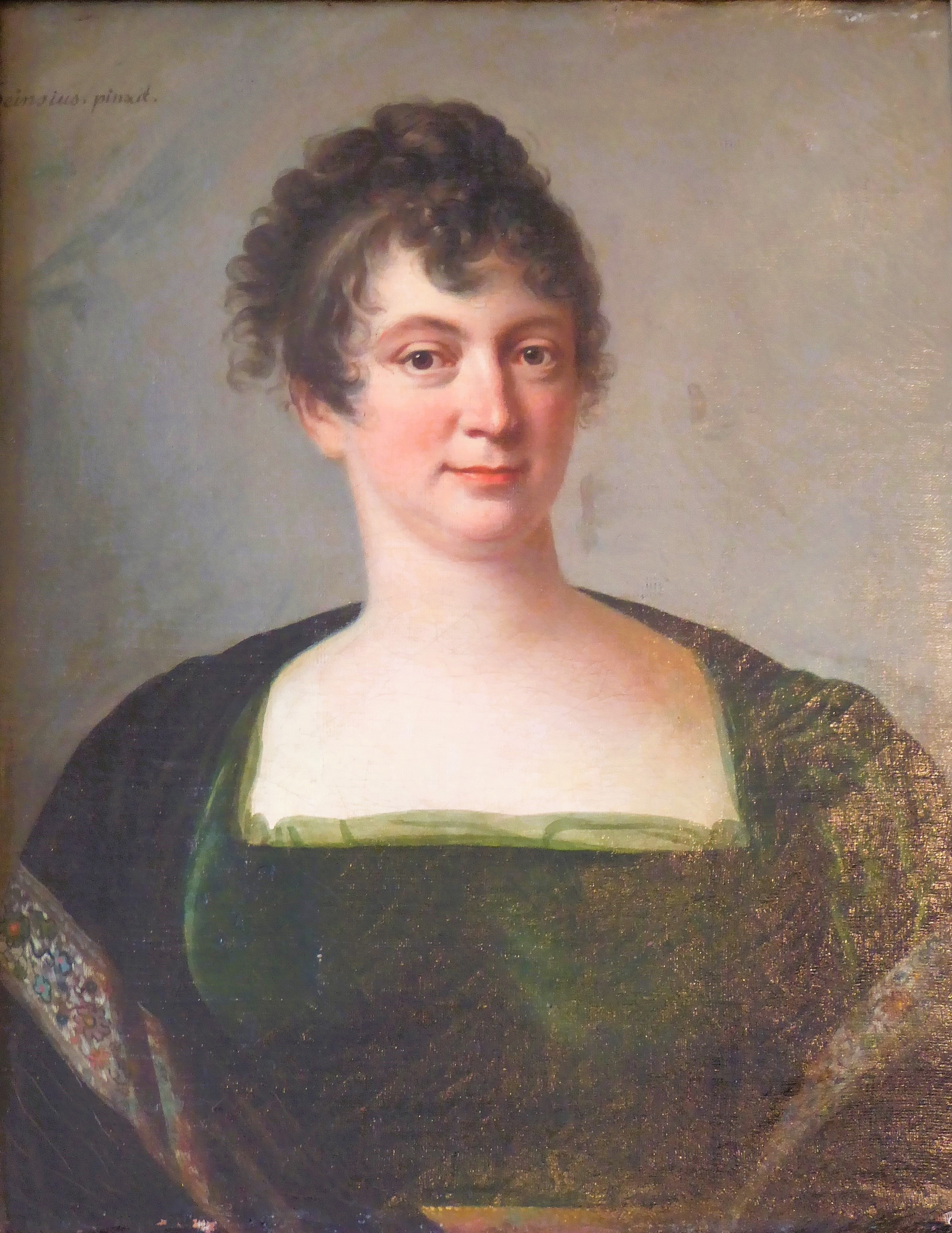
Portrait de femme, musée des Beaux-Arts de Chartres.